# Charles Johnson (cestista)
Charles Johnson (Corpus Christi, 31 marzo 1949 – Oakland, 1º giugno 2007) è stato un cestista statunitense, professionista nella NBA.

## Carriera
Venne selezionato dai San Francisco Warriors al sesto giro del Draft NBA 1971 (93ª scelta assoluta).

## Palmarès
- Campionato NBA: 2

Golden State Warriors: 1975
Washington Bullets: 1978